# Кинду
Кинду (фр. Kindu) — город в Демократической Республике Конго. Административный центр провинции Маниема.

## История
В XIX веке город был важным центром торговли слоновой костью, золотом и рабами. Арабско-суахильские торговцы рабами отправляли отсюда караваны в Занзибар.
В годы Второй конголезской войны произошла ожесточенная битва за город.

## География
Расположен на западном берегу реки Луалаба, примерно в 400 км к западу от города Букаву, на высоте 504 м над уровнем моря.

## Население
По оценочным данным на 2012 год население города составляет 172 321 человек. В Кинду можно встретить черты исламской и суахильской культур.

## Транспорт
Связан железной дорогой с югом страны, имеется аэропорт. Автомобильные дороги, ведущие в город, находятся преимущественно в плохом состоянии.

## Спорт
В городе базируется футбольный клуб Маниема Юнион который играет в лиге Линафут.